# Hauzenberg
Hauzenberg est une ville de Bavière (Allemagne), située dans l'arrondissement de Passau, dans le district de Basse-Bavière.

## Économie
- Brasserie Apostelbräu.

## Jumelages
La ville de Hauzenberg est jumelée avec :
- Český Krumlov (Tchéquie)
- Vöcklabruck (Autriche)
- Slovenj Gradec (Slovénie)